# Corydoras oiapoquensis
Corydoras oiapoquensis är en fiskart som beskrevs av Han Nijssen 1972. Corydoras oiapoquensis ingår i släktet Corydoras och familjen Callichthyidae. Inga underarter finns listade i Catalogue of Life.